# Apicoltura all'abbazia di Buckfast
Apicoltura all'abbazia di Buckfast. Le memorie del padre dell'apicoltura moderna è un libro che tratta di apicultura scritto da Padre Adam e pubblicato originalmente nel 1975 in Germania Ovest.

## Storia editoriale
Il libro viene pubblicato in Italia il 1º marzo 2011 dalla casa editrice Montaonda. Fino ad allora sconosciuto al pubblico italiano, benché pubblicato nel 1975, questo libro in paesi come Francia, Germania, Regno Unito e Stati Uniti viene considerato da decenni un classico della letteratura apistica.

## Trama
È la storia di un lavoro pionieristico nel campo dell'allevamento e della selezione delle api, un racconto che nello stesso tempo rappresenta introduzione all'apistica moderna.
Il libro racconta sessanta anni di lavoro, di progressi e studio, contiene riflessioni e consigli pratici su come intendere e praticare l'apicoltura ottenendo eccellenti risultati nel pieno e naturale rispetto delle api, dell'ambiente e del lavoro dell'uomo.

## Edizioni
- Apicoltura all'abbazia di Buckfast. Le memorie del padre dell'apicoltura moderna, Edizioni Montaonda, 2011, ISBN 8898186002.